# Хосьорю Томокацу
Хосьорю Томока́цу (яп. 豊昇龍智勝, хо:сьо:рю: томокацу), справжнє ім'я — Сугаррагчаагійн Бямбасурен; нар. 22 травня 1999, Улан-Батор, Монголія) — професійний монгольський сумоїст, 74-й йокодзуна в історії. Належить до школи Тацунамі. Володар двох Кубків імператора (липень 2023, січень 2025). Племінник 68-го йококдзуни в історії — Асасерю.
Після дебюту 2018 року непереможно виграв титул дзьонідан нижчого дивізіону. Перший титул у вищому дивізіоні здобув у липні 2023 року, що згодом принесло йому підвищення до одзекі. Посівши друге місце на турнірі у листопаді 2024 року, у січні 2025 року виграв свій другий титул у вищому дивізіоні й отримав найвищий ранг у професійному сумо, ставши 74-м йокодзуною.

## Ранні роки
Народився в Улан-Баторі, Монголія, став другим сином у сім'ї, старший брат йокодзуна Асасьорю Акінорі, займався монгольською боротьбою. Літні канікули (з червня по вересень) проводив у таборі в юртах. Ріс спортивною дитиною, зокрема з 3 років опановував їзду верхи. У 5 років приєднався до баскетбольної команди та зайнявся дзюдо в тому ж клубі, що й Кірісіма Тецуо — майбутній професійний сумоїст. Томокацу відгукнувся про нього, що вони «були як друзі». Народившись у родині спортивних борців, Томокацу часто спілкувався з іншими професійними сумоїстами на званих вечерях, зокрема з 73-м йокодзуною Терунофудзі Харуо, задовго до того, як сам став професіоналом. Дивився матчі свого дядька по телебаченню і дуже поважав його. Попри те, що не дуже любив боротьбу, в 11 років почав займатися монгольською боротьбою і досяг певних успіхів на місцевому рівні.
Після закінчення школи його помітив тренер японського клубу сумо Томохіро Осава, який відвідав Монголію у пошуку нових талантів. В Японії відзначали схожість Томокацу та його славетного дядька. Попри відсутність великого прагнення займатися боротьбою він все ж таки поїхав до Японії. Згодом приєднався до школи в префектурі Тіба, яку відвідував разом з майбутніми професійними сумоїстами Дегі й Асахакурю. Там він спочатку приєднався до клубу з боротьби, сказавши, що боїться сумо, але в перший рік навчання на шкільній екскурсії відвідав спортивну арену у Токіо та зацікавився цим видом спорту. Порадившись зі своїм дядьком, вирішив спробувати позмагатися у сумо на рівні середньої школи. Попри відсутність досвіду, швидко почав досягати хороших результатів в аматорських турнірах, і тренери бачили в ньому великий потенціал. На третьому року навчання програв Амартувшину Амарсанаа на шкільному чемпіонаті, що дозволило Амарсанаа стати першим в історії старшокласником йокодзуною, який народився в іншій країні.

## Початок кар'єри
Приєднався до школи сумо Тацунамі після закінчення школи. Він постійно спілкувався зі своїм дядьком, який дав йому поради. У січні 2018 року вперше вийшов на професійний ринг. У дебюті зазнав поразки від іншого дебютанта Наї, онука йокодзуна Тайхо Кокі. Попри поразку вони залишилися товаришами. У березні 2018 року був близький до перемоги в чемпіонаті дивізіону: після шести перемог поспіль, знову зазнав поразки від Наї, який і переміг на чемпіонаті. Відтоді вони підтримували певне суперництво.
На другому турнірі взяв чемпіонство дзьонідан з ідеальним результатом. У дебюті в дивізіоні санданме виграв у останньому матчі проти Хірадоумі Юкі з рахунком 6–1, що забезпечило йому підвищення до дивізіону макусіта. У червні під час літніх турів його обрав йокодзуна Хакухо Сьо для участі в тренувальній сесії. У першому турнірі в дивізіоні макусіта здобув 3 перемоги поспіль, продовживши змагання 3 поразками. У 7-му бою виступив проти Наї, здобувши перемогу.
У січні 2019 року зустрівся з Урою Кадзукі. Томокацу здобув перемогу, а Уру знову пошкодив коліно і знявся з турніру. Томокацу почувався відповідальним за травму і перепросив Уру за це. У травні провів чудовий матч проти Котоноваки Масакацу, на якому простежувалась подібність стилю Томокацу зі стилем дядька. У липні 2019 року був близький до оплачуваної посади дзюрьо.
Він швидко прийшов у норму на наступному турнірі у вересні, і вигравши турнір з рахунком 4-3 (каті-косі) заслужив підвищення до дзюрьо на листопадовому турнірі у Фукуоці. На пресконференції пообіцяв перевершити досягнення дядька, який з нагоди підвищення подарував кімоно. У дебюті як дзюрьо розпочав турнір з перемоги, але програв в останній день своєму земляку Сакігаке. Попри невдачу, наступні два турніри поспіль завершив з рахунком 8–7. На турніріу липні 2020 року (відбувався в Токіо замість Нагої через пандемію COVID-19) взяв участь у винятковій ситуації, коли шість борців мали по десять перемог. Він переміг Кьокутайсея. Боротьба за титул завершилася у боротьбі між трьома представниками школи Тацунами: нього, Акуа та Мейсея. Поєдинки між борцями з однієї школи дозволені лише у разі плей-оф, коли два або більше борців мають однаковий результат, тому бувають рідко. Він зазнав поразки від Мейсея, який став чемпіоном.

## Макууті
Проте його результатів було достатньо, щоб вивести його у вищий дивізіон макууті на вересневому турнірі 2020 року. Він 50-й іноземець, який вийшов у вищий дивізіон і 27-й монгол. У своєму першому матчі в дивізіоні здобув перемогу в стартовому матчі, перемігши Ітіноджо.
На турнірі в липні 2021 року показав свій найкращий результат у вищому дивізіоні на той момент. На 11-й день він, зокрема, переміг одзекі Шодаї, що стало його найшвидшою перемогою. Загалом переміг у десяти поєдинках під час турніру та був нагороджений своїм першим спеціальним призом за техніку. Після турніру отримав публічні віншування від керівників Японської асоціації сумо. У жовтні того ж року повідомлялось, що після турніру у липні 2021 року отримав коментар від переможця чемпіонату (йокудзуна Хакухо Сьо), який передав йому естафету в надії, що він досягне вершини світу сумо. Успішні виступи забезпечили підвищення до маегасіра 1 у вересні, але на 5 день йому довелося відмовитися від участі в турнірі через стан здоров'я, з лише однією перемогою. Він повернувся на 8 день і виграв чотири з решти восьми матчів. На турнірі у січні 2022 року показав потужний результат 11–4, і тоді вперше підвищений до саньяку, отримавши ранг комусубі на турнірі в березні 2022 року. Досяг трьох перемог поспіль у турнірах й отримав підвищення до секіваке у вересні 2022 року. На листопадовому турнірі відзначився технікою, яку не бачили 10 років. Посідав першу сходинку турніру лише з однією поразкою, але зрештою фінішував з результатом 11–4. Отримав другу відзнаку за техніку, записавши свою одинадцяту перемогу над Кірібаямою.
Сподівався отримати підвищення до одзекі на турнірі у січні 2023 року, але знявся зі змагань через розтягнення лівої щиколотки. Пропустивши один день, повернувся і зберіг свій ранг секіваке, вигравши свій восьмий матч через дискваліфікацію суперника. У рейтингу за березень 2023 року зберіг свій ранг. Турнір закінчив з результатом 10–5. У період з березня по травень 2023 року здобув достатньо перемог для отримання рангу одзекі. Йому було необхідно 12 перемог на липневому турнірі.

### Одзекі
На початку червня вперше за чотири роки повернувся до Монголії, щоб відновитися фізично та морально та підготуватися до здобуття рангу одзекі. За порадою дядька поставився до майбутніх змагань як до звичайних, не надто переймаючись перспективою підвищення. Перед липневим турніром художник манги Ріеко Сайбара розробив для нього пояс, на якому один із покровителів його школи (Кацуя Такасу) зображений як Чингісхан і блакитний вовк.
У липні 2023 року розпочав турнір з протистояння з маегосіром Тобідзару Масая. Попри перемогу глядачі та журналісти помітили руку Томакацу, яка торкнулася підлоги рингу перед тим, як суперник впав. У відповідь на критику газета «Nikkan Sports» прокоментувала в редакційній статті, що судді, ймовірно, присудили перемогу Томакацу, бо він показав, що домінує в матчі, а Тобізару не зміг продовжувати боротьбу. Наступне протистояння також закінчилося перемогою, але він програв у день 3. Однак надалі здобув шість послідовних перемог, що дозволило йому взяти участь у боротьбі за титул. Проте потім зазнав двох поразок. Після наступних двох перемог пройшов до останнього дня турніру і здобув 33-тю перемогу у трьох турнірах у ранзі саньяку — поріг, який необхідний для підвищення до одзекі. Перемога у плей-оф забезпечила вихід у чемпіонат вищого дивізіону. Після перемоги не зміг стримати емоцій: «Я був переповнений радістю, я намагався стриматись, але сльози просто наверталися», додавши, що зробив усе, що міг.
Досягнувши необхідної кількості перемог, рада директорів Японської асоціації сумо схвалила підвищення Томокацу до рангу одзекі. 26 липня він виголосив урочисту промову в готелі своєї школи в Нагої разом зі своїми батьками, які прилетіли на церемонію з Монголії. Він став першим борцем, підвищеного до стабільного рангу одзекі зі школи Тацунамі за останні 37 років. Також став сьомим монгольським з рангом одзекі.

### Подальша кар'єра
У вересні 2023 року почав змагатися як одзекі, ледве уникнувши ситуації кадобан, здобувши восьму перемогу в останній день турніру.
У листопаді 2023 року виділявся на п'ятий день турніру у матчі проти Ґоноями. Попри перемогу отримав усне попередження від головного судді через три невдалі спроби.
У боротьбі за чемпіонство у вищому дивізіоні у січні 2024 року загострив свою травму коліна і наступного дня знявся з турніру. Під час березневого турніру того ж року залишився в групі борців, які все ще могли боротися за чемпіонство. Однак втратив шанс, зазнавши поразки на 14-й день. Знявся на 13-й день липневого турніру через травму стегна. Під час серпневих колективних тренувань преса повідомила про його намір взяти участь у вересневому турнірі, а Томокацу додав, що він набрав 10 кг і буде підтримувати його.
До останнього дня турніру у листопаді 2024 року Хосерю мав однакову статистику (13-1) з іншим одзекі — Котодзакурою. У фінальному та вирішальному матчі спроба Томокацу зробити кидок через руку виявилася невдалою, і Котодзакура став переможцем. Проте Асоціація сумо оголосила, що Томокацу і Котодзакура на наступному турнірі у січні 2025 року будуть змагатися разом у рангу цунаторі. Це став перший випадок за останні 55 років, коли два спортсмени змагалися за підвищення одночасно.
Турнір у січні 2025 року розпочав з надійної серії з чотирьох перемог. Потім відстав у боротьбі за титул, зазнавши поразки на п'ятий день. Його розділяла одна перемога від перших двох лідерів після семи днів, але потім зазнав послідовних поразок, що вважалося потенційно перешкодою для підвищення до йокодзуни. У день 12 з перемогою повернувся до боротьби за чемпіонство, розділивши друге місце з трьома іншими суперниками. На тринадцятий і п'ятнадцятий дні зіткнувся з двома іншими одзекі і переміг їх. Остання перемога забезпечила йому місце в плей-оф. Також пройшли Охо й Кінбодзан. За жеребкуванням Томокацу вийшов першим і виграв титул, перемігши Кінбодзана й Охо послідовно. Томокацу отримав Кубок Прем'єр-міністра від прем'єр-міністра Японії Сігеру Ісіби особисто, вперше з 2019 року.
Свою перемогу присвятив шкільному тренеру Томохіро Осаві, завдяки якому він потрапив до Японії. Під час інтерв'ю згадав, що хотів би зустрітися з Терунофудзі, оскільки той переміг його в дев'яти матчах.
29 січня відбулося позачергове засідання ради сумо для обговорення підвищення Томакацу до вищого рангу йокодзуна. Попри те, що думки суддів розділилися, голова департаменту суддівства Такадагава (колишній Акіносіма) був упевнений, що просування відбудеться.

### Підвищення до йокудзуна
На засіданні 27 січня 2025 року Рада сумо одностайно рекомендувала підвищити Томакацу. За день до його очікуваного підвищення стало відомо, що Томакацу обрав стиль Унрю, як це робив його дядько Асасорю, задля макууті. Він повинен був опанувати цей стиль у Мусасігави (колишнього йокудзона Мусасімару), який також використовував цей стиль у своїй активній кар'єрі.
29 січня 2025 року повний склад правління Асоціації сумо прийняв рекомендацію ради й одностайно підвищив Томакацу до йокодзуни. Став шостим монголом, який отримав найвищий ранг сумо і шостим найшвидшим борцем, який досяг найвищого рейтингу з моменту запровадження 1958 року шеститурнірної системи. Дата підвищення збіглося з днем, коли його дядько став першим йокодзуною монгольського походження (2003 рік).
Представники Асоціації сумо особисто відвідали школу та повідомили про підвищення. Томокацу сказав журналістам, що досягти найвищого рангу було його мрією з моменту вступу в світ сумо. 31 січня в святилищі Мейдзі відбулася посвята Томокацу в йокодзуни.

## Стиль боротьби
Надає перевагу мігі-йотсу, за мавасі суперника: лівиця ззовні, правиця в середині. Любить використовувати сітатенаге (кидок вперед-вниз із захватом мавасі з-під руки) і йорікірі (виштовхування). Також часто використовує сотогаке, зачіп гомілкою різнойменної ноги зовні, яка вважається його фірмовим прийомом. У жорстокому стилю бою повністю використовує свою швидкість й атлетизм. Завдяки цьому привернув увагу багатьох шанувальників на початку своєї кар'єри.

## Особисте життя
Походить з престижної борцівської родини, які займала призові місця і виступали на Олімпійських іграх. У жовтні 2024 року його двоюрідний брат також став професійним сумоїстом.
Племінник 68-го йокудзуни Асасьорю Акінорі, який регулярно коментує його виступи на рингу. Томокацу, зокрема, згадав про гнів дядька, коли спостерігав за трьома поспіль поразками у березні 2019 року, а також критику у Twitter його стилю на турнірі у вересні 2019 року. Акінорі заохочує суперників племінника, зокрема у січні 2025 року звернувся натякаючи, що не можеш програти «цьому дурню», покликаючись на Томокацу. Томокацу говорить про стосунки з дядьком, що має відчуття, що «постійно женеться за тінню». Іноді трапляються розбіжності в стосунках з ним. І Томокацу дратує часте порівнювання з дядьком.

## Статистика виступів
| Рік у сумо | Січень Хацу басьо, Токіо | Березень Хару басьо, Осака | Травень Нацу басьо, Токіо       | Липень Нагоя басьо, Нагоя | Вересень Акі басьо, Токіо | Листопад Кюсю басьо, Фукуока |
| --- | ------------------------ | -------------------------- | ------------------------------- | ------------------------- | ------------------------- | ---------------------------- |
| 2018 | (Маедзумо)               | Захід Дзьонокуті #19 6–1   | Захід Дзьонідан #42 7–0 Чемпіон | Схід Санбамме #42 6–1     | Схід Макусіта #56 4–3     | Схід Макусіта #49 6–1        |
| 2019 | Захід Макусіта #21 5–2   | Захід Макусіта #7 4–3      | Захід Макусіта #4 4–3           | Захід Макусіта #2 3–4     | Схід Макусіта #5 4–3      | Захід Дзюрьо #13 7–8         |
| 2020 | Схід Дзюрьо #14 8–7      | Захід Дзюрьо #9 8–7        | Турнір скасували 0–0–15         | Схід Дзюрьо #6 10–5–PPPPP | Захід Маеґасіра #16 8–7   | Схід Маеґасіра #13 7–8       |
| 2021 | Схід Маеґасіра #14 9–6   | Захід Маеґасіра #9 8–7     | Схід Маеґасіра #5 7–8           | Захід Маеґасіра #5 10–5 Т | Схід Маеґасіра #1 5–8–2   | Захід Маеґасіра #5 7–8       |
| 2022 | Схід Маеґасіра #6 11–4   | Захід Комубусі #1 8–7      | Схід Комубусі #1 8–7            | Схід Комубусі #1 9–6      | Захід Секіваке #1 8–7     | Захід Секіваке #1 11–4 Т     |
| 2023 | Захід Секіваке #1 8–7    | Захід Секіваке #1 10–5     | Захід Секіваке #1 11–4          | Схід Секіваке #1 12–3–P Д | Захід Одзекі #2 8–7       | Захід Одзекі #2 10–5         |
| 2024 | Захід Одзекі #1 10–4–1   | Захід Одзекі #1 11–4       | Схід Одзекі #1 10–5             | Захід Одзекі #1 9–4–2     | Захід Одзекі #1 8–7       | Захід Одзекі #1 13–2         |
| 2025 | Захід Одзекі #1 12–3–PP  | Схід Йокодзуна #1 5–5–5    | Схід Йокодзуна #1 12–3          | Схід Йокодзуна #1 –       | x                         | x                            |
| Результат наведений як переміг-програв-знався Перемога Малий кубок Відставка Не виступав у макууті Спеціальні призи: Д=За бойовий дух (Канто-сьо); В=За видатний виступ (Сюкун-сьо); Т=За технічну досконалість (Гіно-сьо) Ще показані: ★=Кімбосі; P=Участь у додатковому фіналі Ліги: Макууті — Дзюрьо — Макусіта — Сандамме — Дзьонідан — Дзьонокуті Рівні макууті: Йокодзуна — Одзекі — Секіваке — Комусубі — Маегасіра |                          |                            |                                 |                           |                           |                              |